# Thomas Holley Chivers
Thomas Holley Chivers, né le 18 octobre 1809 à Washington en Géorgie et mort le 18 décembre 1858 à Decatur en Géorgie, est un poète américain, connu pour son amitié avec Edgar Allan Poe et pour avoir affirmé après la mort de son ami que le poème Le Corbeau plagiait l'un de ses propres poèmes.

## Œuvres
- The Path of Sorrow; or, the Lament of Youth (1832)
- Conrad and Eudora; or, the Death of Alonzo (1834)
- Nacoochee; or, the Beautiful Star With Other Poems (1837)
- The Lost Pleiad, and Other Poems (1845)
- Search After Truth; or, A New Revelation of the Psycho-Physiological Nature of Man. (1848)
- Eonchs of Ruby: a Gift of Love (1851)
- The Death of the Devil, A Serio-Ludicro, Tragico-Comico, Nigero-Whiteman Extravaganza (1852)
- Atlanta; or, the True Blessed Island of Poesy, a Paul Epic (1853)
- Memoralia; or, Phials of Amber Full of the Tears of Love (1853)
- Virginalia; or, Songs of My Summer Nights (1853)
- The Sons of Usna: a Tragic Apotheosis in Five Acts (1858)